# Conjunto Histórico de Burriana
El Conjunto Histórico de Burriana (oficialmente también denominada Borriana), es un conjunto monumental que está declarado Bien de Interés Cultural, por declaración singular, con la categoría de Conjunto Histórico, según consta en la Dirección General de Patrimonio Cultural de la Generalidad Valenciana. Presenta anotación ministerial número: Código: R-I-53-0000653, con fecha de anotación veintiocho de septiembre de 2007.
Se encuentra localizado en el núcleo urbano de la localidad de Burriana, en la comarca de la Plana Baja, en la provincia de Castellón.

## Descripción histórico-artística
Burriana existe como núcleo urbano, dentro de la comarca de la Plana Baja desde el siglo IX. Se trata de un núcleo urbano de origen musulmán, que en un primer momento presentaba unas murallas semicirculares alrededor del centro poblacional, las cuales estaban reforzadas con unas torres cuadradas diseminadas por el mismo. La población se asentaba frente al río Seco, presentando el recinto semicircular amurallado tres entradas:
- La entrada conocida como Portal de Tortosa,  estaba orientada hacia el río.
- La entrada denominada Portal  de Onda, orientada al oeste.
- Y por último la entrada del sudeste o Portal de Valencia.

Las calles del núcleo poblacional musulmán eran estrechas y tortuosas, como cualquier otra población árabe. Actualmente pueden verse estas estructuras en calles como las de San Pedro, San Juan, D. Vicente Torres y Carlos I. también eran típicos de estas ciudades árabes los callejones sin salida, algunos de los cuales han dado lugar a placetas, como entre otras las del Tremedal y de Pujol.

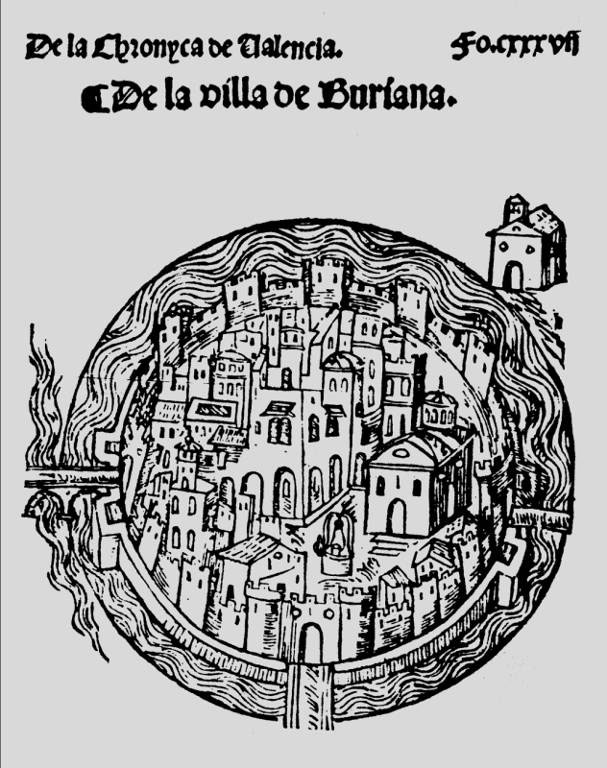
Plano de Burriana por Viciana (1564)
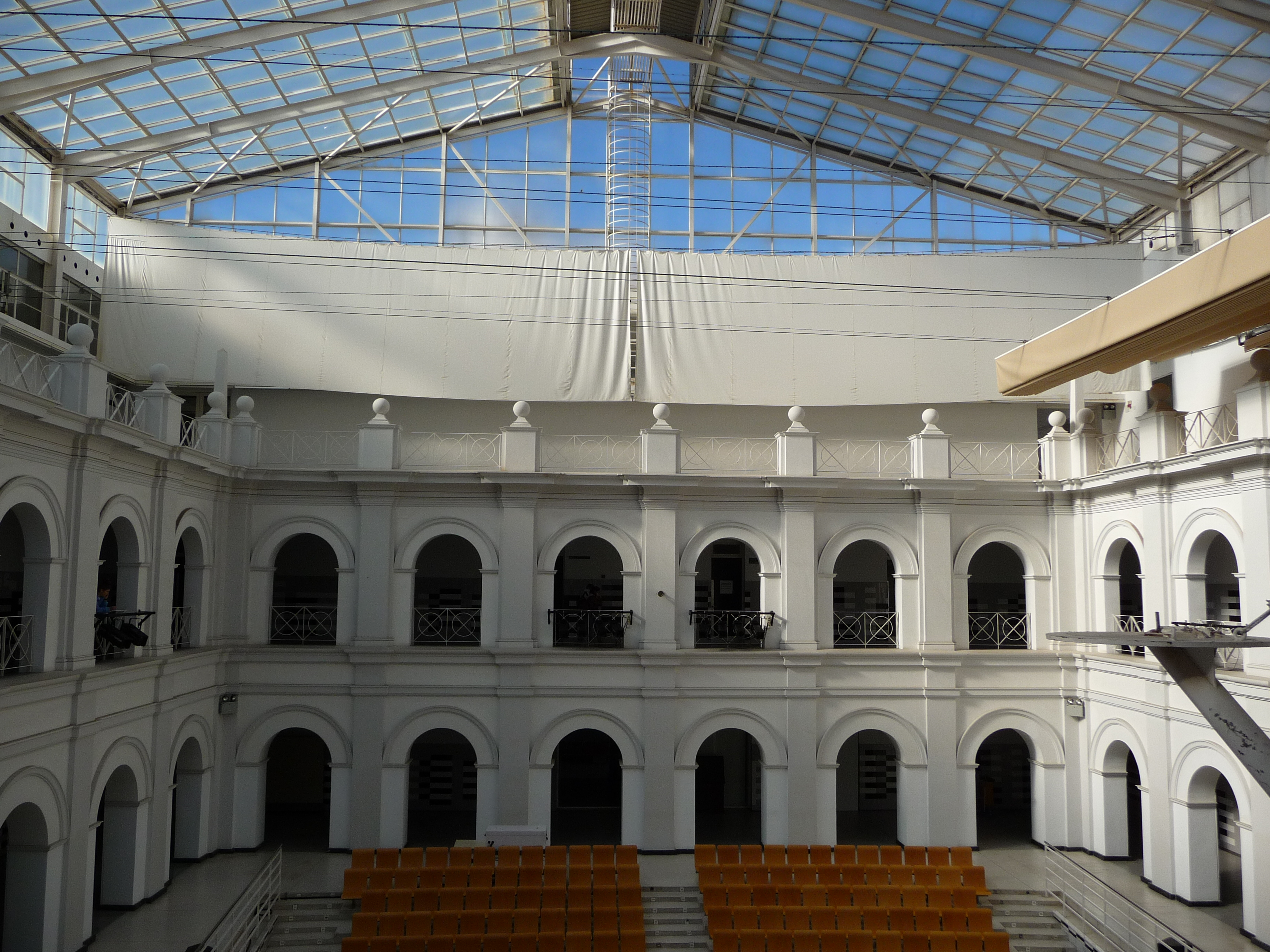
Ex-convento de la Mercé, interior
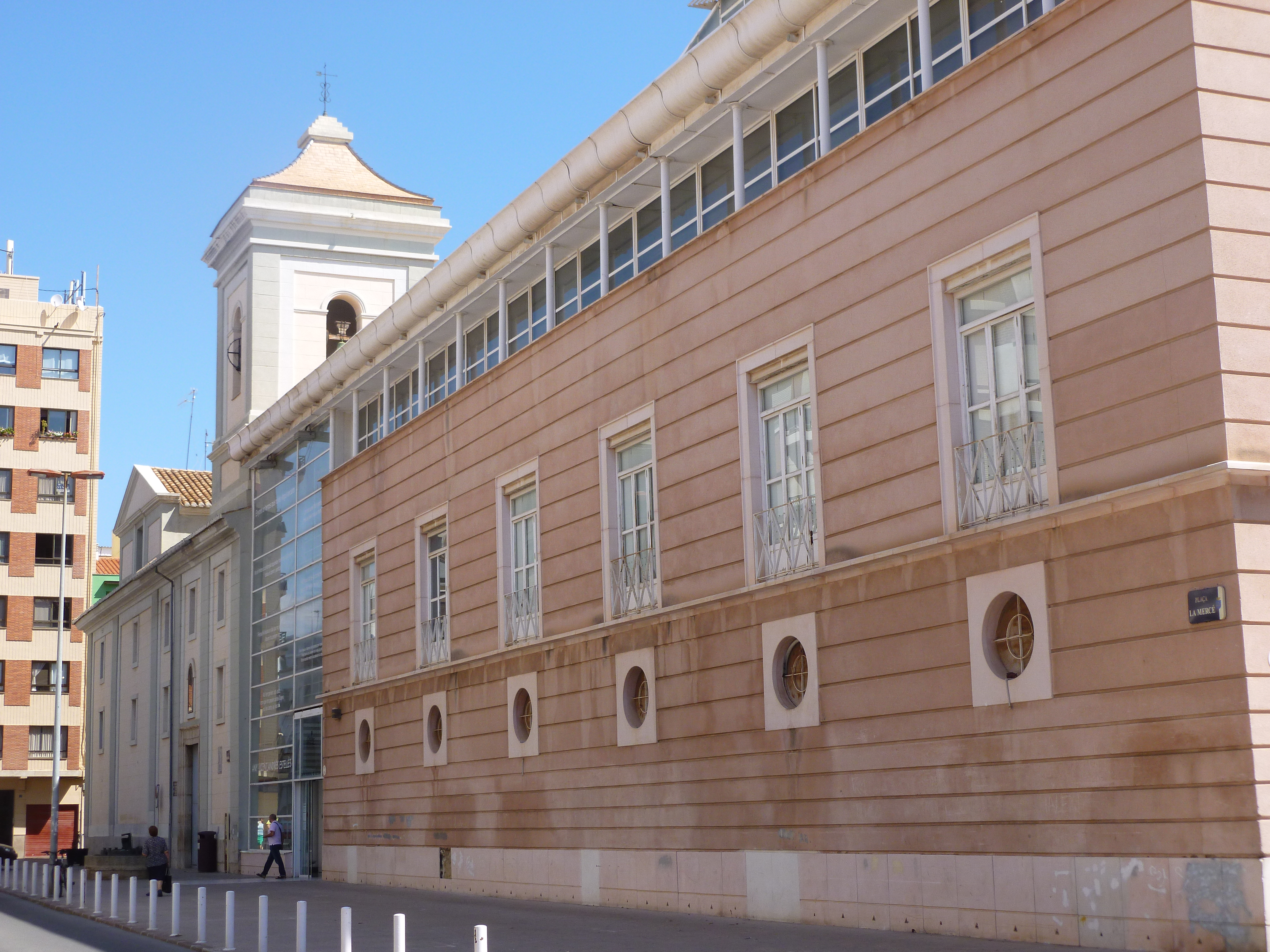
Ex-convento de la Mercé, exterior
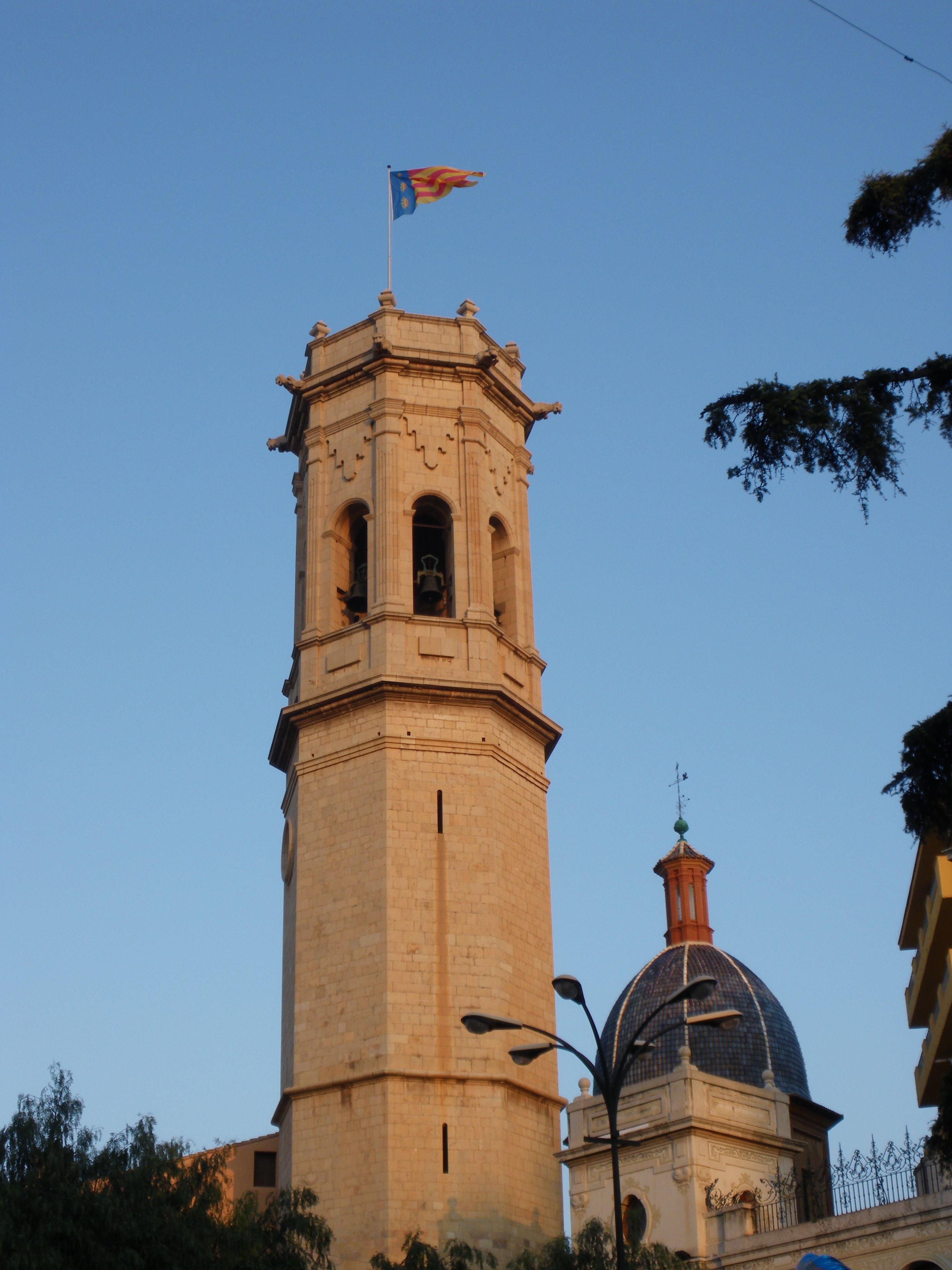
Campanario de la Basílica del Salvador

Burriana fue conquistada por las tropas cristianas en 1233, y obtuvo la carta puebla el 1 de noviembre del mismo año. El paso de  ciudad árabe a cristiana no produjo cambios ni en el trazado, ni en los edificios existentes, al menos de una manera inmediata, de forma que hasta finales de la Edad Media, no comienzan a darse lugar cambios significativos debidos a la evolución de la población, provocando por ejemplo el surgimiento de arrabales extramuros como el Raval del Mar. Es ya a finales del siglo XVII, cuando la estructura de la ciudad inicia un proceso de cambio continuado, ya que el aumento de la población y la necesidad de expandir el núcleo poblacional, llevan consigo el inicio del derrocamiento de lienzos de la muralla y, sobre todo de puertas de acceso. Es así como se procede al derribo del Portal de Valencia, y de prácticamente toda la muralla semicircular, procediéndose además a rellenar con tierra el foso que circundaba la población.
Puede afirmarse que los arrabales, como fueron el de Onda o el de Valencia,  constituyeron los motores del desarrollo urbano, los cuales reforzaban su actividad económica con las alquerías y caseríos tan frecuentes en aquella época y zona rural. Ya entrado el siglo XVIII,  entre 1750 y 1780, se inician una serie de mejoras en las infraestructuras urbanas, entre las que cabe destacar la pavimentación  de las calles o el establecimiento  de  alumbrado público, lo cual  hizo que se fuera dando el paso hacia un núcleo poblacional más moderno, que restringía los vestigios medievales a la zona que correspondía al núcleo poblacional más antiguo, que se convirtió en lo que más tarde se llamaría “casco antiguo” de la población, tan diferente en estructura y trazado de la ciudad moderna en que iba convirtiéndose la localidad, con calles rectas que daban lugar a trazados regulares de bloques residenciales o  manzanas de viviendas  cuadrangulares. Ya en 1843 se pueden distinguir cuatro distritos en el municipio: la Vila, y los arrabales de Valencia, Onda y el Mar. Esta evolución a la modernidad y la expansión de la población hizo que a principios del siglo XX fuera necesarios aumentar el tamaño de numerosas calles, lo que dio lugar a la configuraron de algunas plazas y zonas despejadas.
De esta manera, la arquitectura tradicional, quedó  reducida al núcleo del distrito de la Vila, donde todavía pueden verse edificios que se caracterizaban por contar con una planta baja en la que se ubica una gran puerta de acceso a la vivienda, y que sirve de ancho pasillo para acceder al corral, en la que algunas de ellas llegaban a tener establos e incluso porqueras.
Respecto al interior, normalmente, a la izquierda de la entrada se solía ubicar el cuarto, cuyas dimensiones solían ocupar una cuarta parte del edificio. Mientras que en la otra parte se ubicaba la cocina, que en muchas ocasiones hacía las veces de comedor y sala donde “hacer la vida”. Ya en planta superior se situaban las habitaciones. Por su parte, muchos de estos edificios tenían tres alturas, dejando esta última como almacén para cosechas. El techo presentaba una cubierta a dos aguas con rollizos, cañizo y teja árabe.
Dentro de este conjunto histórico cabe hacer mención de los siguientes monumentos: los restos de la muralla medieval, la Iglesia Parroquial del Salvador (obra del siglo XIII, presenta planta románica de tránsito al gótico. Fue decorada al gusto barroco durante el siglo XVIII, y en el siglo XIX se le añade la Capilla de la Comunión. Presenta un campanario reconstrucción tras la guerra civil, del original gótico, del siglo XIV.), el Ex-convento de la Merced (obra del siglo XVI, que ubica actualmente el  Centro Municipal de Cultura “La Mercé” y  el Museo Arqueológico Comarcal de la Plana Baja, que cuenta entre sus colecciones, con una escultura del dios Hermes (siglo I). Anexa se encuentra  la Iglesia de la Merced datada del siglo XVIII),, la Iglesia Hospitalaria de San Blas, el  Templo de San José (Padres Carmelitas descalzos, del siglo XIX), así como  casas señoriales datadas entre finales del siglo XIX y principios del siglo XX (entre las que destacan las casas modernistas como las de Reig, Fandos, Font de Mora, El Tarrós o Boix, entre otras). El llamado “Museu de la Taronja” (Museo de la Naranja), se encuentra ubicado en una casa de estilo modernista dentro del Conjunto Histórico de Burriana, y en él se muestra la historia de la citricultura española en general y valenciana en concreto, así como la importancia que este cultivo tuvo para la expansión económica de la zona de Burriana. También puede destacarse el Mercado central, que según autores estaría dentro de un estilo racionalista, aunque muy  entrelazado con el modernismo.